# Fonds-Saint-Denis
Fonds-Saint-Denis est une commune française, située dans le département de la Martinique. Ses habitants sont appelés les Denisiens.

## Géographie
Communes limitrophes :
- Saint-Pierre ;
- Le Morne-Rouge ;
- Le Marigot ;
- Schœlcher ;
- Le Morne-Vert ;
- Le Gros-Morne ;
- Le Carbet ;
- Saint-Joseph ;
- Fort-de-France, préfecture de la Martinique.

### Localisation
Située près de la montagne Pelée et sur les flancs des Pitons du Carbet, Fonds-Saint-Denis est une commune de la partie nord de la Martinique sans accès au littoral. L'ancien Observatoire du Morne des Cadets y a été bâti en 1935, afin de surveiller l'activité volcanique de la montagne Pelée. À l'écart des grandes voies de communications, à 27 km de Fort-de-France, Fonds-Saint-Denis, bâtie au XVIIe siècle sur une ligne de crêtes, était située sur un chemin entre Saint-Pierre et Fort-Royal.

### Climat
Le climat y est de type tropical.

## Urbanisme

### Typologie
Fonds-Saint-Denis est une commune rurale, car elle fait partie des communes peu ou très peu denses, au sens de la grille communale de densité de l'Insee,,,.
Par ailleurs la commune fait partie de l'aire d'attraction de Fort-de-France, dont elle est une commune de la couronne. Cette aire, qui regroupe 28 communes, est catégorisée dans les aires de 200 000 à moins de 700 000 habitants,.

### Morphologie urbaine
Elle est composée de six quartiers :
1. Tranchée ;
2. Morne des Cadets : où se trouve perché l'ancien observatoire vulcano-sismique (contruit en 1935, trois ans après la fin de l'éruption de 1929-1932[7]) qui auscultait la montagne Pelée après les différentes éruptions de celle-ci au XXe siècle ;
3. Rivière Mahaut ;
4. Autre Bord : quartier menant au Saut du Gendarme, puis à la capitale via deux choux et la route de la Trace ;
5. Fond Mascret : en prenant la route qui y descend, on rejoint le canal des Esclaves qui longe la rivière du Carbet ;
6. Trou vent ;
7. Bel oncle ;
8. La Trace ;
9. La Croix ;
10. Croix Louisy ;
11. Manavit ;
12. Beauséjour ;
13. le Bourg : centre de la ville, où sont regroupés les services publics (école, poste, dispensaire, cantine...) ainsi que l'église, le presbytère et le monument aux morts.

### Logements
Le nombre total de logements sur la commune est de 400. On y compte 80,8 % de résidences principales, 5,3 % de résidences secondaires et 14 % de logements vacants.

### Voies de communication
Fonds-Saint-Denis est traversée par la D1 qui, au nord-ouest, la relie à  Saint-Pierre  et, au sud-est, la relie à Fort-de-France via la route de la Trace (route, dite de Deux Choux, ré-ouverte en décembre 2009).
La D12 relie Le Carbet à Fonds-Saint-Denis.

## Histoire
Fonds-Saint-Denis est à l'origine un quartier de Saint-Pierre. L'histoire retiendra que c'est sur ces terres que le premier moulin à vent de la Martinique fut installé.
Le 17 février 1845, l'abbé Goux (curé de la paroisse du Carbet), consacre un oratoire sous le vocable de Saint-Denis. À partir de 1854 l'oratoire était agrandi et la paroisse obtient même son propre curé, un dénommé abbé Clausade (1861). À sa mort en 1869, quelques abbés lui succédèrent jusqu'à l'érection de la paroisse en commune par la loi du 14 mars 1888.
En 1902, Odilon Darsieres, propriétaire de l'Habitation Chabert, sa résidence de campagne, assista à l'éruption de la Montagne Pelée et réussit à se sauver avec sa femme et ses trois enfants. À la suite de l'éruption de la montagne Pelée du 30 août 1902, les habitants de Fonds-Saint-Denis, ainsi que certains du Morne-Rouge, trouvèrent refuge à Fort-de-France, dans les lieux-dits de la Médaille, Tivoli et Colson, ceci afin d'éviter l'entassement. Ils y bâtirent, non sans quelques difficultés, tant morales que matérielles, des cases d'habitation.
La création d'une mairie pour Fonds-Saint-Denis décida son maire « à concourir à l'œuvre entreprise ». Le premier maire de la commune est Joseph Marie Emmanuel de Rozan. De 1893 à 1898, Pierre Pastour lui succède et à cette époque la commune compte 1500 habitants.
En 2012, Fonds-Saint-Denis compte moins de 1000 habitants et l'activité économique de la ville est essentiellement agricole.

## Politique et administration

### Liste des maires
| Période | Période  | Identité             | Étiquette              | Qualité                          |
| ------- | -------- | -------------------- | ---------------------- | -------------------------------- |
| 1962    | 1989     | Jean-Baptiste Edmond | SFIO puis UDR puis RPR | Conseiller général (1958-1988)   |
| 1989    | 2014     | Max Nelzy            | DVD                    |                                  |
| 2014    | 2020     | Henri Romana         | DVD                    | Retraité de la fonction publique |
| 2020    | En cours | Annick Comier        |                        |                                  |

## Population et société

### Démographie
L'évolution du nombre d'habitants est connue à travers les recensements de la population effectués dans la commune depuis 1961, premier recensement postérieur à la départementalisation de 1946. À partir de 2006, les populations de référence des communes sont publiées annuellement par l'Insee. Le recensement repose désormais sur une collecte d'information annuelle, concernant successivement tous les territoires communaux au cours d'une période de cinq ans. Pour les communes de moins de 10 000 habitants, une enquête de recensement portant sur toute la population est réalisée tous les cinq ans, les populations de référence des années intermédiaires étant quant à elles estimées par interpolation ou extrapolation. Pour la commune, le premier recensement exhaustif entrant dans le cadre du nouveau dispositif a été réalisé en 2008.

En 2022, la commune comptait 641 habitants, en évolution de −15,77 % par rapport à 2016 (Martinique : −4,11 %, France hors Mayotte : +2,11 %).
| 1961  | 1967  | 1974  | 1982  | 1990 | 1999 | 2006 | 2007 | 2008 |
| ----- | ----- | ----- | ----- | ---- | ---- | ---- | ---- | ---- |
| 1 531 | 1 302 | 1 191 | 1 044 | 977  | 947  | 889  | 881  | 873  |

| 2013 | 2018 | 2022 | - | - | - | - | - | - |
| ---- | ---- | ---- | - | - | - | - | - | - |
| 813  | 700  | 641  | - | - | - | - | - | - |

Avec 641 habitants en 2022, Fonds-Saint-Denis est la deuxième commune la moins peuplée de l'île de la Martinique, après Grand'Rivière.

### Sports
Club sportif :
- L'Envol de Fonds-Saint-Denis, handball.

## Économie
Avec le tourisme, l'agriculture de type tropical est la principale activité de Fonds-Saint-Denis avec des plantations remplies d'oiseaux (cicis, quiscales, colibris...), où l'on trouve tour à tour :
- des fleurs exotiques : alpinia, anthuriums ou arums, hibiscus, jasmin-boiselles, balisiers, oiseaux de paradis, roses de porcelaine,
- des légumes des Antilles : ignames, patates douces, dachines (appelées colocasse en métropole), ou choux de chine, choux durs et choux blancs, giraumons, christophines,
- des arbres fruitiers tropicaux : orangers, mandariniers, pamplemoussiers, cocotiers, goyaviers, manguiers, néfliers, quenetiers.

## Culture locale et patrimoine

### Lieux et monuments
- Cascade du Saut du Gendarme.

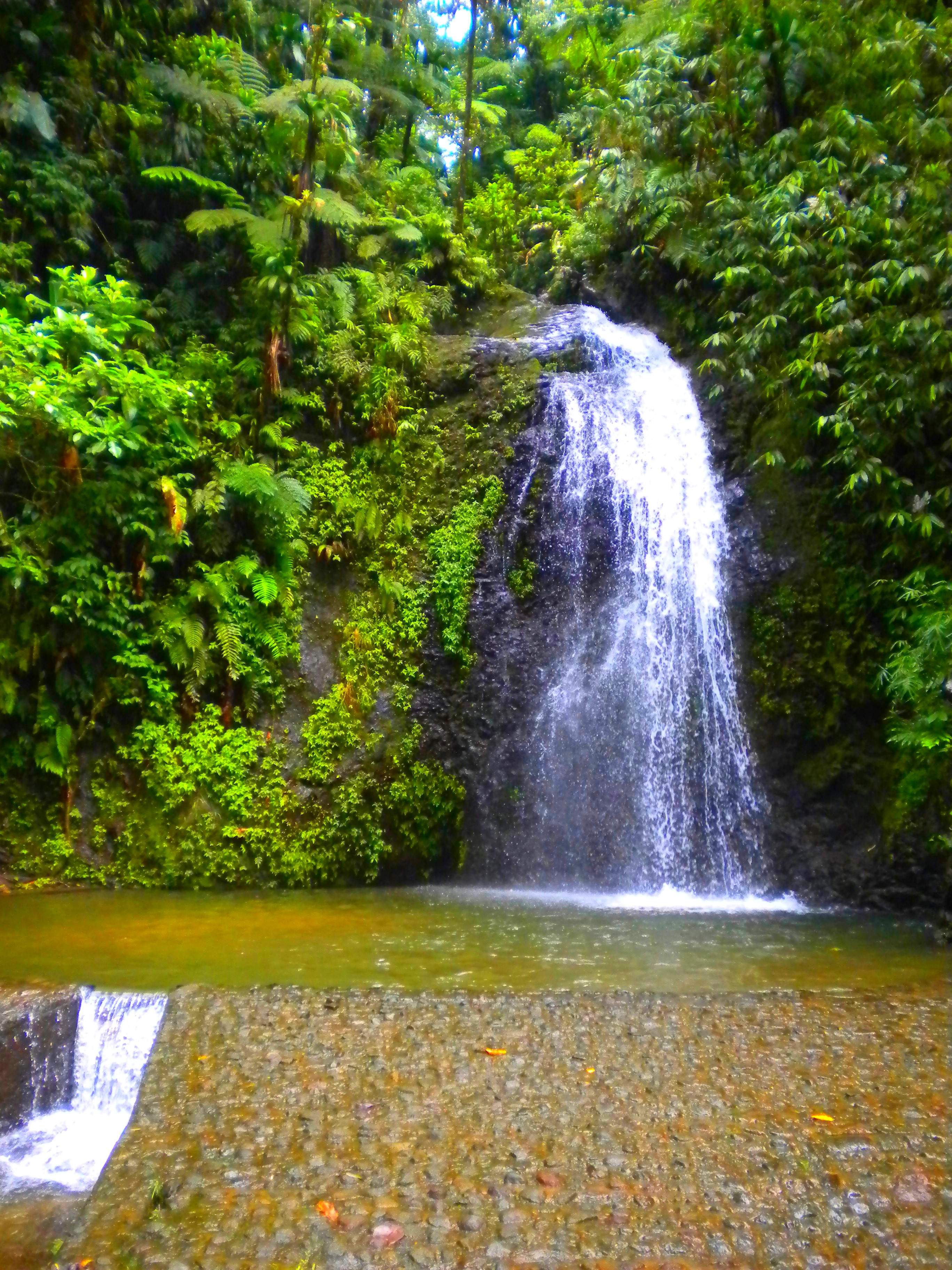
Cascade de Saut Gendarme

- L'ancien observatoire du Morne des Cadets (site fermé), inscrit au titre des Monuments historiques conformément à l’arrêté préfectoral n° 2012-116-0002 du 25 avril 2012, labellisé « patrimoine du XXe siècle » le 12 mai 2015.
- Église Saint-Denis de Fonds-Saint-Denis. L'église est dédiée à saint Denis. Elle est inscrite à l'Inventaire général du patrimoine culturel[16].
- Grotte-oratoire dédiée au Sacré-Coeur et Notre-Dame de Lourdes.Grotte-oratoire de Fonds-Saint-Denis (Martinique)

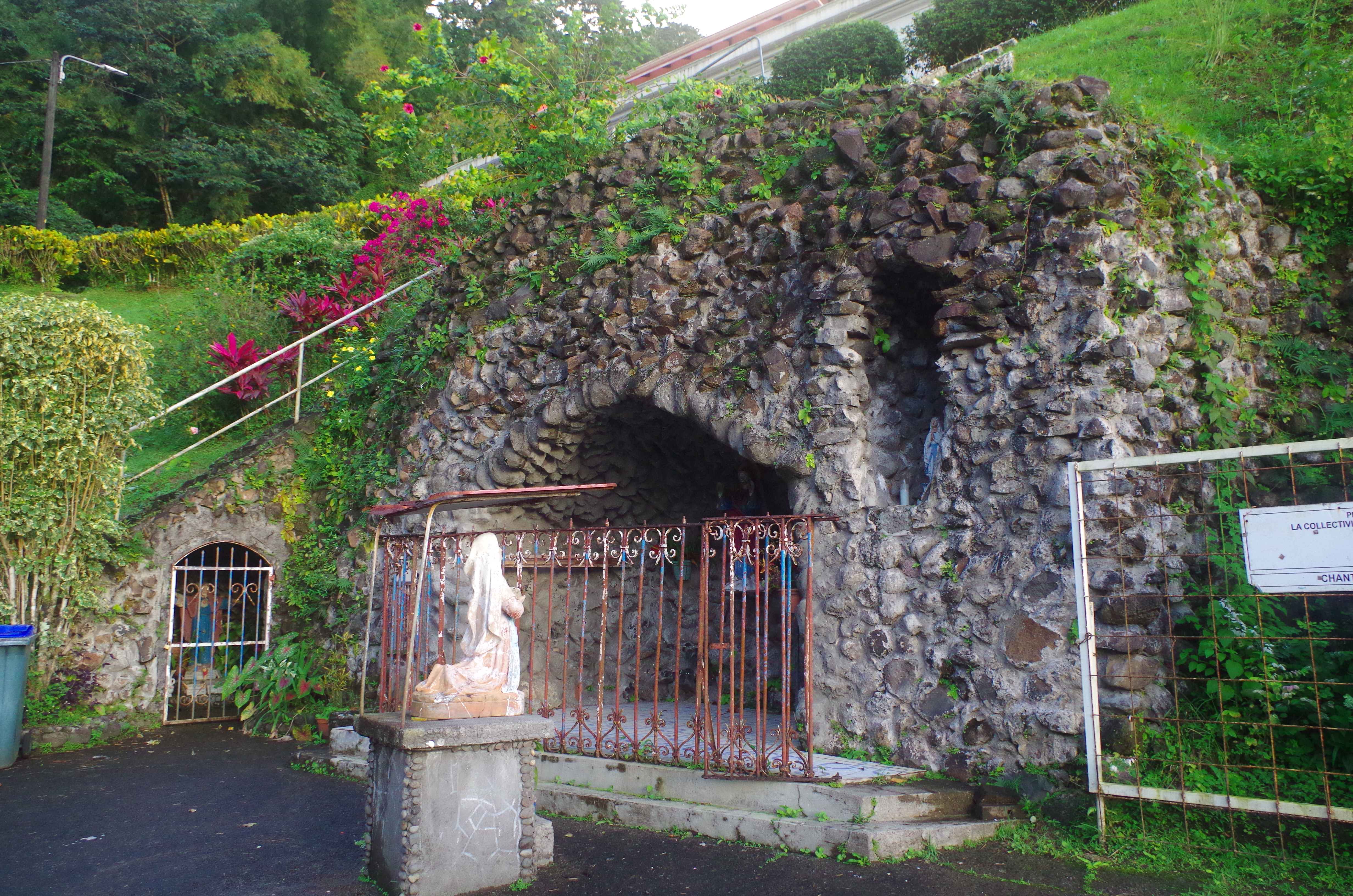
Grotte-oratoire de Fonds-Saint-Denis (Martinique)

### Personnalités liées à la commune
- Alfred Lacroix, volcanologue.
- Joby Valente, actrice et chanteuse.
- Angélique Angarni-Filopon, née à Sartrouville en 1990, est élue Miss France 2025. Angélique Angarni-Filopon est la première Miss Martinique de l'histoire élue Miss France. Sa famille est originaire de la commune de Fonds-Saint-Denis.